# Rheumaptera rubescens
Rheumaptera rubescens är en fjärilsart som beskrevs av Hans Rebel 1910. Rheumaptera rubescens ingår i släktet Rheumaptera och familjen mätare. Inga underarter finns listade.